# Barreau de Bruxelles

Logo du barreau de Bruxelles

Le barreau de Bruxelles est l'ordre professionnel des 7 000 avocats bruxellois, fondé le 14 décembre 1810. Ses valeurs essentielles sont celles de la profession suivant l'article 445 du Code judiciaire : l'indépendance, le secret professionnel, la probité, la défense des plus faibles, la loyauté, la délicatesse, la dignité, la solidarité…
Les avocats du barreau, de Bruxelles peuvent plaider devant toutes les juridictions nationales et internationales sous réserve de dispositions particulières relatives à la Cour de cassation.
Depuis 1984, le barreau de Bruxelles est scindé en deux, l'ordre francophone (Ordre français des avocats du barreau de Bruxelles) et l’ordre néerlandophone (Nederlandse Orde van Advocaten te Brussel).

## Histoire du barreau de Bruxelles
1789 : La Révolution s’empare du pouvoir. Le nouveau régime permet l’ascension de la bourgeoisie. Les avocats envahissent l’hémicycle. Très vite, la Constituante supprime l’Ordre des avocats, le tableau (qui comptait 438 avocats), le monopole et le costume particulier de l’avocat. 
Le 12 décembre 1790, Robespierre déclare la Constituante : « À qui appartient le droit de défendre les intérêts des citoyens ? Aux citoyens eux-mêmes ou à ceux en qui ils ont mis leur confiance. Ce droit est fondé sur les premiers principes de la raison et de la justice ; il n’est autre chose que le droit essentiel et imprescriptible de la défense naturelle. Et s’il ne m’est pas permis de défendre mon honneur, ma vie, ma liberté, ma fortune par moi-même quand je le veux et quand je le puis, et dans le cas où je n’en ai pas les moyens, par l’organe de celui que je regarde comme le plus éclairé, le plus vertueux, le plus humain, le plus attaché à mes intérêts ; si vous me forcez à les livrer à une certaine classe d’individus que d’autres auront désignés, alors vous violez à la fois et cette loi sacrée de la nature et de la justice et toutes les notions de l’ordre social qui, en dernière analyse, ne peut reposer que sur elles… »
L’objectif était de libérer la défense et de permettre à tout citoyen qui avait fait les études et subi les examens nécessaires d’exercer la profession d’avocat en ne répondant plus de sa conduite qu’à la loi et sans devoir justifier d’une quelconque honorabilité à l’égard d’un Ordre.
En 1795, les anciens Pays-Bas et la principauté de Liège sont occupés par les troupes françaises, puis annexés à la France. Le Conseil souverain de Brabant est supprimé, l’Ordre des avocats dans les régions belges est dissout.
Très vite, cette mesure eut pour conséquence d’ouvrir les portes des palais et des prétoires à des agents d’affaires, sans foi ni loi. À des aigrefins capables de tromper tout à la fois les clients et la justice.
Napoléon Ier n’avait pas beaucoup de sympathie pour les avocats. Il craignait leur indépendance et leur liberté de parole.
Dans un premier temps, il s’opposa à toute réforme. C’est ainsi qu’il écrit ceci à Cambacérès, alors archichancelier de l’Empire : « Je reçois un projet de décret sur les avocats ; il n’y a rien qui donne au grand juge les moyens de les contenir. J’aime mieux ne rien faire que de m’ôter les moyens de prendre des mesures contre ce tas de bavards, artisans de révolutions et qui ne sont inspirés presque tous que par le crime et la corruption. Tant que j’aurai l’épée au côté, je ne signerai jamais un décret aussi absurde ; je veux qu’on puisse couper la langue à un avocat qui s’en servirait contre le gouvernement. »
Il faudra quelques années et huit projets successifs de décrets pour que la profession, l’Ordre et le tableau des avocats soient rétablis. C’est, écrit Napoléon, « un des moyens les plus propres à maintenir la probité, la délicatesse, le désintéressement, le désir de la conciliation, l’amour de la vérité et de la justice, un zèle éclairé pour les faibles et les opprimés, bases essentielles de leur état. »
Le 14 décembre 1810 est promulgué le décret contenant règlement sur l’exercice de la profession d’avocat et la discipline du barreau. Le premier tableau de l’Ordre fut établi en 1811, auquel 174 avocats furent inscrits. Un conseil de discipline et un bâtonnier furent nommés par le procureur général près la Cour impériale le 16 juin 1811. Jean-Baptiste Kockaert est le premier bâtonnier. Il occupera presque exclusivement la fonction jusque 1830.
Le 22 juin 1811, le conseil de discipline se réunit pour la première fois, compose le bureau de consultation gratuite et nomme un trésorier. Le 28 juin 1811, il adopta son premier règlement d’ordre intérieur. Ainsi était né le barreau de Bruxelles.
Ce régime resta inchangé lors du royaume uni des Pays-Bas. Après l’indépendance, en 1832, les avocats s’autorisèrent à élire directement les membres du conseil de discipline et le bâtonnier, démontrant ainsi l’indépendance du barreau. Les statuts élaborés par ce nouveau conseil furent entérinés en arrêté royal en 1836. Ils ont régi le barreau jusqu’à la réforme du Code judiciaire en 1967.
De tout temps et plus encore au XIXe siècle, les avocats ont participé aux différents rouages de l’État, en participant aux pouvoirs législatifs et exécutifs. Que l’on songe à Jules Anspach, Jules Bara, Paul Janson, Henri Jaspar, Jules Lejeune, Jules Renkin ou Paul-Henri Spaak…
Durant la Seconde Guerre mondiale, le bâtonnier du barreau de Bruxelles, Louis Braffort, s'opposera à l'ordonnance allemande le sommant de communiquer à l'autorité allemande la liste des avocats d'origine juive en vue de procéder à leur radiation.
En 1984, le barreau de Bruxelles est scindé en deux Ordres : l’Ordre français et l’Ordre néerlandais.

## Les valeurs et les combats
Le barreau de Bruxelles est le berceau et le gardien de la déontologie d’environ 7 000 avocats. Ses valeurs essentielles sont l'indépendance, le secret professionnel, la probité, la défense des plus faibles, la loyauté, la délicatesse, la dignité, la solidarité…
Le barreau de Bruxelles est libre, en dehors de toutes les forces du pouvoir et des groupes de pression. Il apporte son soutien à tout combat contre les injustices, il est aux côtés des citoyens dans les causes qu’il estime justes dans son âme.
La défense des droits de l'homme est au cœur de ses préoccupations. Il a ainsi participé à la création en 1992 de l'a.s.b.l. Avocats sans frontières, et créé un Institut des droits de l'homme.
Le barreau organise lui-même l'aide juridique pour permettre aux plus démunis d'accéder à la justice.
Il mène des combats contre les lois qui portent atteinte aux principes fondamentaux, il lutte contre l'arriéré judiciaire, il veille à améliorer le fonctionnement des juridictions. Il se bat contre les atteintes répétées portées par le législateur au secret professionnel de l'avocat qui doit protéger les confidences des clients, garant de toute démocratie, C'est ainsi qu’il a obtenu la condamnation de l'État à plusieurs reprises et la modification de plusieurs lois telles que celles relatives au blanchiment de capitaux, à la faillite, ou à la médiation de dettes…).

## Les avocats du barreau de Bruxelles
Parmi les avocats inscrits au barreau de Bruxelles au début de l’année 2011, 1 367 sont des stagiaires,. Ils ont prêté le serment d'avocat et exercent donc pleinement leur activité professionnelle, mais sont assistés d'un maître de stage qui complète leur formation.
À l'achèvement de leur stage, qui dure trois ans minimum, ils rejoindront les 4 833 avocats,inscrits actuellement au tableau de l’Ordre.
Capitale européenne, Bruxelles compte aussi 517 avocats ressortissants d'un État membre de l'Union et habilités à y porter ce titre ou un titre équivalent, qui ont en outre souhaité pouvoir exercer une partie de leur activité professionnelle au barreau de Bruxelles, ils y sont inscrits à liste des avocats communautaires (ou liste E). 
Enfin, 84 avocats sont établis à Bruxelles sans être ressortissants d’un État membre de l'Union européenne (ou sans être habilités à y porter le titre d'avocat ou un titre équivalent) et y exercent leur profession. Ils sont inscrits à la liste des membres associés du barreau de Bruxelles (ou liste B).
L’Ordre français des avocats du barreau de Bruxelles est jeune (41,5 ans de moyenne d'âge), mixte (42 % de femmes) et compte, en ses rangs, le plus grand nombre d'avocats européens de toute l'Union.

## L’Ordre
Le conseil de chacun des deux Ordres est composé de dix-sept avocats élus chaque année par l’ensemble de leurs confrères. Il veille au développement et au bon exercice de la profession.
L'admission des avocats, l'organisation du stage, la déontologie (soit les règles propres à la profession d'avocat et à son exercice), le règlement des incidents entre avocats et des litiges en matière d'honoraires font partie des missions assumées par le conseil.
Le conseil de l'Ordre arrête les grandes orientations du barreau sous la présidence du bâtonnier, élu par ses confrères pour un mandat d'un an renouvelable une fois.

## Bâtonniers
- 1920-1921 : Jacques des Cressonnières
- 1939-1944 : Louis Braffort
- 1944-1945 : Pierre des Cressonnières
- 1990-1992 : Xavier Magnée[25].
- 2024 - .... : Marie Dupont, première bâtonnière de l’Ordre francophone[26]

## Liens
- « Home », sur Barreau de Bruxelles (consulté le 23 septembre 2020)
- (nl) « Home », sur Balie Brussel (consulté le 9 juin 2023)